# Doug Pederson
Pour les articles homonymes, voir Pederson.
(en) Statistiques sur pro-football-reference
Doug Pederson, né le 31 janvier 1968 à Bellingham dans l'État de Washington, est un joueur américain de football américain reconverti en entraîneur. Il a évolué au poste de quarterback durant sa carrière de joueur. Il fut l'entraîneur principal des Jaguars de Jacksonville dans la National Football League (NFL) de la saison 2022 à 2024.
Il a également été l'entraîneur principal des Eagles de Philadelphie de 2016 à 2020 et a mené l'équipe à un titre du Super Bowl lors de la saison 2017.

## Biographie

### Carrière de joueur
Il a joué au niveau universitaire avec les Warhawks de Louisiana-Monroe de 1987 à 1990. Non sélectionné par une équipe lors de la draft de la NFL, il signe avec les Dolphins de Miami en 1991. Libéré par les Dolphins avant le début de la saison, il s'aligne avec les Knights de New York/New Jersey de la World League of American Football (WLAF).
Il retourne avec les Dolphins pour la saison 1992, mais ne parvient toujours pas à se faire une place dans l'équipe et se retrouve dans leur practice squad (équipe réserve) avant d'être libéré durant la saison. En 1993, les Dolphins font appel à Pederson après une blessure de Dan Marino qui met fin à sa saison, et il devient le quarterback réserviste à Scott Mitchell. Il prend part à sept parties, mais aucune comme titulaire, durant cette saison.
Il est réclamé par les Panthers de la Caroline lors de la draft d'expansion 1995 de la NFL, avant d'être libéré en mai 1995.

### Carrière d'entraîneur
Après s'être retiré de sa carrière de joueur, il devient en 2005 l'entraîneur principal à Calvary Baptist Academy, une école secondaire privée à Shreveport en Louisiane. Il occupe ce poste durant trois ans avant de rejoindre les Eagles de Philadelphie comme coordinateur du contrôle de la qualité offensive en 2009. En 2011, il est promu au titre d'entraîneur des quarterbacks avec les Eagles.
En janvier 2013, il devient le coordinateur offensif des Chiefs de Kansas City. Il occupe cette fonction durant trois saisons.
Le 18 janvier 2016, il retourne avec les Eagles en étant nommé entraîneur principal. Après une première saison où son équipe termine avec une fiche de 7 victoires et 9 défaites, il mène les Eagles lors de la saison 2017 à une fiche de 13 victoires et 3 défaites, la première place de la division NFC East et une place en phase éliminatoire. Directement qualifiés pour le tour de division, les Eagles battent tour à tour les Falcons d'Atlanta 15 à 10 et les Vikings du Minnesota 38 à 7, puis remportent le Super Bowl LII en battant les Patriots de la Nouvelle-Angleterre 41 à 33.
La saison 2020 est difficile pour Pederson et les Eagles, qui terminent la saison avec une fiche de 4 victoires, 11 défaites et un match nul. Celle-ci est marquée par de nombreuses blessures de joueurs, principalement sur la ligne offensive, et de contre-performances du quarterback Carson Wentz, amenant Pederson à le mettre sur le banc et le remplacer par le débutant Jalen Hurts lors de la 13e semaine. Lors de la dernière rencontre de la saison régulière contre Washington, il est accusé d'avoir tenté de perdre délibérément la partie afin que l'équipe puisse obtenir un meilleur rang à la draft, en mettant notamment Jalen Hurts sur le banc au profit du remplaçant Nate Sudfeld durant la partie. Au terme de la saison, il est renvoyé par les Eagles le 11 janvier 2021.
Il est nommé entraîneur principal des Jaguars de Jacksonville le 3 février 2022. Doug Pederson est démis de ses fonctions en janvier 2025, après une saison 2024 décevante.

## Statistiques
| Équipe                  | Saison        | Saison régulière | Saison régulière | Saison régulière | Saison régulière | Saison régulière | Phase éliminatoire | Phase éliminatoire | Phase éliminatoire | Phase éliminatoire                                                           |
| ----------------------- | ------------- | ---------------- | ---------------- | ---------------- | ---------------- | ---------------- | ------------------ | ------------------ | ------------------ | ---------------------------------------------------------------------------- |
| Équipe                  | Saison        | G                | P                | N                | % victoires      | Classement       | G                  | P                  | % victoires        | Résultat                                                                     |
| Eagles de Philadelphie  | 2016          | 07               | 09               | 0                | 43,8             | 4e NFC Est       | —                  | —                  | —                  | —                                                                            |
| Eagles de Philadelphie  | 2017          | 13               | 03               | 0                | 81,3             | 1er NFC Est      | 3                  | 0                  | 100                | Victoire au Super Bowl LII contre les Patriots de la Nouvelle-Angleterre     |
| Eagles de Philadelphie  | 2018          | 09               | 07               | 0                | 56,3             | 2e NFC Est       | 1                  | 1                  | 50,0               | Défaite contre les Saints de La Nouvelle-Orléans lors du tour de Division    |
| Eagles de Philadelphie  | 2019          | 09               | 07               | 0                | 56,3             | 1er NFC Est      | 0                  | 1                  | 00,0               | Défaite contre les Seahawks de Seattle lors du tour préliminaire (Wild card) |
| Eagles de Philadelphie  | 2020          | 04               | 11               | 1                | 28,1             | 4e NFC Est       | —                  | —                  | —                  | —                                                                            |
| Bilan Eagles            | Bilan Eagles  | 42               | 37               | 1                | 53,1             |                  | 4                  | 2                  | 66,7               |                                                                              |
| Jaguars de Jacksonville | 2022          | 09               | 08               | 0                | 52,9             | 1er AFC Sud      | 1                  | 1                  | 50,0               | Défaite contre les Chiefs de Kansas City lors du tour de Division            |
| Jaguars de Jacksonville | 2023          | 09               | 08               | 0                | 52,9             | 2e AFC Sud       | —                  | —                  | —                  | —                                                                            |
| Jaguars de Jacksonville | 2024          | 04               | 13               | 0                | 23,5             | 3e AFC Sud       | —                  | —                  | —                  | —                                                                            |
| Bilan Jaguars           | Bilan Jaguars | 22               | 29               | 0                | 43,1             |                  | 1                  | 1                  | 50,0               |                                                                              |
| Bilan global            | Bilan global  | 64               | 66               | 1                | 49,2             |                  | 5                  | 3                  | 62,5               |                                                                              |